# Anomalie gravitațională (fizică)
În fizica teoretică, o anomalie gravitațională este un exemplu al unei anomalii etalon: aceasta este un efect al mecanicii cuantice, de obicei, o diagramă Feynman într-o buclă, care invalidează covarianța generală a teoriei relativității generale combinată cu anumite alte domenii. Adjectivul „gravitațională” este derivat din simetria unei teorii gravitaționale, și anume de la covarianța generală. Este, de asemenea, cunoscută sub numele de anomalie difeomorfică, deoarece covarianța generală este simetrică în coordonate reparametrizate (difeomorfismul de exemplu). 

Anomalii în cele 4 dimensiuni obișnuite spaţiu-timp care apar din triunghiul diagramelor Feynman

Covarianța generală este baza relativității generale, teoria actuală a gravitației. Mai mult decât atât, este necesară pentru coerența oricărei teorii a gravitației cuantice, din moment ce este necesară pentru a anula grade nefizice de libertate cu o normă negativă, și anume gravitoni polarizați de-a lungul direcției de timp. Prin urmare, toate anomaliile gravitaționale trebuie să se anuleze. 
Anomalia apare de obicei ca o diagramă Feynman, cu un fermion chiral care rulează în buclă (un poligon), cu n gravitoni externi atașați la buclă unde 
{\displaystyle n=1+D/2}
în care {\displaystyle D} este dimensiunea spațiu-timp. Anomaliile apar de obicei doar în dimensiunile spațiu-timp, adică pentru valori ale lui D=2,D=4,D=6 cele mai intalnite.